# Carlos Moros Gracia
Carlos Moros Gracia (ur. 15 kwietnia 1993 w Sagunt) – hiszpański piłkarz występujący na pozycji pomocnika. Zawodnik HJK.

## Życiorys
Carlos Gracia jest wychowankiem Valencia CF. W 2015 trafił do uniwersyteckiej drużyny Temple Owls w Philadelphii, w USA. Po dwóch latach trafił do występującego w szwedzkiej ekstraklasie GIF Sundsvall. Grając w barwach tego klubu został wybrany do "11 sezonu" w sezonie 2019. Od rundy wiosennej sezonu 2019/2020  do końca sezonu 2020/2021 był zawodnikiem ŁKS Łódź.